# Чернов, Андрей Юрьевич
Андре́й Ю́рьевич Черно́в (род. 16 ноября 1953, Ленинград, СССР) — русский поэт, переводчик и историк литературы, пушкинист. Член Петербургского ПЕН-клуба.

## Биография
Родился в Ленинграде 16 ноября 1953 года в семье потомственного петербуржца, морского офицера, историка Юрия Ивановича Чернова и акушерки Лидии Павловны Черновой, в девичестве Лебедевой. В 1957 году семья переехала в Москву. Учился во ВТУЗе, закончил Литинститут. Работал в журнале «Огонёк» (1988—1990), в еженедельнике «Московские новости» (1990—1992), в газете «Известия» (1993—1994), в журнале «Русская виза» (1993—1994). В 1996—2003 годах был специальным корреспондентом отдела культуры «Новой газеты».
Андрей Чернов выпустил десять книг стихов. Печатался как публицист и критик в «Московских новостях», «Новой газете», в журналах «Огонёк», «Знамя», «Синтаксис».
Один из инициаторов антипутинской «Декларации двенадцати слов» (25 января 2000).
Инициатор «Охтинской декларации» (21 апреля 2013).
Установил, что новгородская крепость XII века при впадении Охты в Неву называлась Венец.
Сделал литературную запись книги Анатолия Собчака «Хождение во власть».
Известен своим опытом реконструкции Десятой главы «Евгения Онегина», исследованием приписываемой Пушкину анонимной поэмы «Тень Баркова», стиховой реконструкцией древнерусского текста, комментарием и стихотворным переводом «Слова о полку Игореве» (первое издание — М., 1981).
В конце 1970-х обнаружил в «Слове о полку Игореве» пласт рифмоидов, которыми подтвердил звучание в тексте еров и ерей и выдвинул идею синкретической полиритмии древнерусского авторского стиха: «Слово» полиритмично. <…> Завораживая игрой метаморфоз и приковывая
внимание слушателя, изменяя дыхание стиха — его ритм, рифма держат слушателя в напряжении, не позволяют отвлечься. А постоянно преображающийся ритм не укачивает мерностью и однообразием" (От переводчика. Послесловие к переводу «Слова о полку Игореве». / Литературная учёба. 1979. № 3. С. 82-83.) Полиритмия стиха «Слова» в 2014 году после расстановки ударений подтверждена (с существенной трансформацией и многими уточнениями) в версии лингвиста С. Н. Николаева.
Чтение А. Черновым древнерусского текста и перевода можно послушать здесь.
В 2006 году атрибутировал текст «Слова о полку Игореве», доказывая авторство Владимира Святославича Черниговского, нетривиальные подробности жизни которого многократно откликнулись в поэме.
Написал книгу о поиске места тайного погребения пяти казненных декабристов, впоследствии расширенную и дважды переизданную под названием «Длятся ночи декабря».
Атрибутировал пушкинские пейзажные зарисовки Голодая (привязка к местности подтверждена экспертным заключением Б. В. Раушенбаха), определил портреты Петра I, Пугачева, молодого Гёте, Александра I, Ростопчина, Бенкендорфа, Милорадовича, Державина, Шаховского, Жуковского, Батюшкова, Крылова, Мицкевича, Веневитинова, Ивана Козлова, Ермолова, Куницына, Энгельгардта, двух Николаев Раевских (отца и сына), Алексея Вульфа, Владимира Даля, декабристов Михаила Бестужева-Рюмина, Сергея Муравьева-Апостола, Лунина, Рылеева, Якушкина, Волконского, Никиты Муравьева, Артамона Муравьева, Василия Давыдова, Николая Тургенева, лицеистов Вольховского, Данзаса, Корсакова, Горчакова, а также Александру Смирнову-Россет, Екатерину Гончарову, Екатерину Загряжскую, Надежду Осиповну и Ольгу Пушкиных. И других. См. несколько публикаций на «Несториане», а также каталог атрибуций Р. Г. Жуйковой «Портретные рисунки Пушкина». СПб, 1996. Наиболее полная публикация: статья «Невербальный Пушкин» и цветные вкладки в двухтомнике В. Вересаева «Пушкин в жизни». СПб, 2017.
Выпустил книгу-альбом «Азбука Петербурга» (СПб, 1995).
В конце 1980-х организовал экспедицию по поиску голодаевской могилы казненных декабристов.
В 1997—2001 годах был организатором Любшанской археологической экспедиции Е. А. Рябинина, открывшей древнейшую на территории России каменно-земляную крепость восточных славян.
В 2004 году организовал археологическую разведку по маршруту половецкого похода Игоря Святославича.
В 2011 году собрал группу исследователей для написания нового комментария к «Повести временных лет». Обосновал перестановку текста в летописной статье 1111 г. (см. с. 374—376).
Перевёл и откомментировал шекспировского «Гамлета».
Последнее издание: «Трагедия Гамлета, принца Датского»: пьеса в 3 актах / реконструкция текста, комментарии и перевод с англ. А. Чернова. – СПб.: Нестор-История, 2023.
Перевод поставлен в 2002 году Дмитрием Крымовым в Московском драматическом театре им. Станиславского, а в 2006-м выпускным курсом Школы-студии МХАТ (режиссёр - Владимир Петров) в учебном театре на Камергерском переулке. С сентября 2009 этот перевод звучал в спектакле ташкентского театра «Ильхом» (режиссёр Овлякули Ходжакули), а весной 2012 г. поставлен в Вологодском драмтеатре (постановка Зураба Нанобашвили). С осени 2013 г. по осень 2020 г. шёл в Театре им. Ермоловой (режиссёр - Валерий Саркисов). С сентября 2014 года - во Владимирском областном академическом театре (режиссёр — Пётр Орлов). Премьера «Гамлета» в театре имени Ленсовета (режиссёр — Юрий Бутусов) состоялась 22 декабря 2017 года. Спектакль идет четыре часа с двумя антрактами. Принца играет Лаура Пицхелаури. 21 сентября 2018 состоялась премьера «Гамлета» в Молодежном драматическом театре Тольятти (постановка Олега Куртанидзе).
Цитаты

Перевод А. Чернова груб и нежен одновременно. Он откровеннее пастернаковского. Он не оставляет иллюзий.
— Валерия Новодворская

В конце 90-х я получал этот перевод кусочками, по утрам, часов в шесть или в семь, очевидно, после ночи написания. Получал, ругался и запоем читал. А потом мы надели эти тексты, как свою одежду. В глазах и в ушах стоит уже 20 лет Валера Гаркалин, читающий монологи Гамлета, и Николай Николаевич Волков со своим обращением Клавдия к Богу.
— Дмитрий Крымов

Перевод, как известно, — не скан, а интерпретация подлинника. Хороший перевод – а «Гамлет» Андрея Чернова очень хорош – принадлежит сразу двум временам. Читая его, вы кожей чувствуете нерв наших дней. Но одновременно загадочным образом перевод до мелочей точен. Перевод Чернова остается талантливейшим из многочисленных «Гамлетов» последних лет. И, кстати, самым сценичным.
— Алексей Бартошевич

Удивительная все-таки вещь — поэтический перевод. Сквозь строки шекспировской пьесы я слышу голос переводчика, чьи стихи знаю и люблю с молодости. В речах Гамлета я узнаю характер самого Андрея Чернова – темпераментный, импульсивный. И не удивляюсь, когда эти речи разрешаются вдруг в конце II акта рифмованными стихами (чего нет у Шекспира). Поэт имеет на это право.
— Григорий Кружков
В 2015 году Андрей Юрьевич Чернов перевёл шекспировского «Макбета».
Собрал по черновикам и выложил в сеть книгу избранной лирики Александра Аронова «Обычный текст».
По совету Б. В. Раушенбаха на материале обмерных чертежей староладожских домонгольских храмов занялся реконструкцией древнерусской саженной системы (консультант архитектор-реставратор И. Л. Воинова). 8 февраля 1995 года на заседании отдела древнерусской литературы Пушкинского Дома прочитал доклад об основанной на числе Пи серебряном сечении, математической пропорции, обнаруженной в композиционном строении «Слова о полку Игореве» и храмов Древней Руси. Положения этого доклада развил в книге «Хроники изнаночного времени» и на своем сайте. Предложил идею донастройки клавишных инструментов по серебряному сечению с частотным шагом каждой октавы, равным не 2, а 2,002. (экспериментально не проверялась). Формула темперированного «серебряного полутона» («уравнение Чернова») выведена математиком Михаилом Борбатом: (См. разделы «Серебряное сечение» и «Пи-октава».) Гипотеза серебряного сечения находит подтверждение на материале русской поэзии и классической музыки. См., к примеру: А. А. Куреляк. О религиозном символизме в музыке Ю. Буцко (на с. 5 и 6).
Много лет занимается проблемой авторства «Тихого Дона», собирая доказательства в пользу авторства русского писателя Фёдора Крюкова. Выложил в сеть «Материалы к словарю параллелей прозы Федора Крюкова и „Тихого Дона“», используя в своей аргументации в пользу авторства Крюкова материалы электронного Национального корпуса русского языка. С помощью Национального корпуса русского языка уже выявлено более тысячи параллелей прозы Ф. Крюкова с текстом «Тихого Дона».
Вместе с женой Наталией Введенской создал сайты Валентина Берестова, Натальи Крандиевской, Фёдора Крюкова, Вадима Черняка.
Собрал свою Антологию русской поэзии.
С 2014 года работает над переводом «Ромео и Джульетты». Первый акт выложен на «Несториане».
Живёт в Петербурге. Занимается градозащитной и правозащитной деятельностью.

## Общественная позиция
- В 1993 году подписал «Письмо 42-х» в поддержку силового разгона съезда народных депутатов и Верховного Совета России.

| 25 января 2000 года. Декларация Двенадцати слов |
| |
| Декларация Двенадцати слов - Только демократия. - Остановить войну. - Спасти культуру - это значит спасти Россию. - Без Путина. Декларацию подписали: Анатолий Головков Павел Гутионтов Михаил Молоствов Юлий Рыбаков Андрей Чернов Константин Боровой Валерия Новодворская Владлен Максимов Виктория Ганчикова Эдуард Успенский Нонна Китсмаришвили Eлена Боннэр Юрий Самодуров Виктория Маликова Евгения Ильина Мальва Ланда Евгений Ихлов Александр Анно Владимир Лукьянов Ольга Лавут Евгения Лавут Игорь Сажин Татьяна Великанова Галина Салова-Любарская Максим Оленичев Николай Андреев |

## Основные работы

### Книги стихов
- Городские портреты: Стихи и поэма. — Вступит. слово В. Берестова. — М.: Молодая гвардия, 1980. — 32 с.;  30 000 экз. (Молодые голоса)
- Оттиск: Книга стихов. — [Художник А. Томилин]. — М.: Советский писатель, 1984. — 104 стр.; портр.; 18 000 экз.
- СПб, или Нежилой фонд. — Париж: Синтаксис, 1991. — 83 с.
- Азбука Петербурга. — СПб., 1995.
- Гардарика. — СПб., 1997.
- Нежилой фонд: Стихи. [Избранное]. — [Оформление Александра Анно. На обложке рисунок Олега Гроссе]. — М.—СПб.: «Изограф», 2000. — 176 с.; ISBN 5-87113-093-3
- Гардарика. Дополненное издание. — «Вита Нова» — СПб., 2008.
- Глухая исповедь. Стихи и переводы. —  Париж: «Синтаксис», 2014. — 290 с.[25][26]
- Человек империи. Стихи и проза в стихах. — 2015[27].
- Человек империи. Стихи и проза в стихах. — Белая Церковь — Львов. — 2016
- Человек империи. Стихи и проза в стихах. — «Вита Нова» — СПб. — 2017 (https://imwerden.de/publ-5827.html)
- Женькин букет. Стихи 17-го года — СПб — Мюнхен. 2018 (https://imwerden.de/publ-6279.html)
- Восьмистишья. — СПб — Мюнхен. 2018 (https://imwerden.de/publ-6879.html)
- Стихи и проза в стихах: [Избранное] / Послесл. А. Кулагина. — СПб.: Дом Галича, 2023.

### Исследования, текстология
- Чернов А. У истоков русской рифмы: Новое в изучении «Слова о полку Игореве» // ЛГ. 1977. 7 дек. № 49. С. 6.
- Чернов А. Штрихи к двум портретам рифмы // Литературная учёба, 1978. № 5. С. 176—184 [отклики: Гаспаров М. К автопортрету рифмоведения // Там же. С. 185—187; Лихачев Д. С. О статье Андрея Чернова // Там же. № 6. С. 168]; [поэтич. пер. С.] // Там же. 1979. № 3. С. 69-79; От переводчика // Там же. С. 79-83.
- Чернов А. Слово о золотом слове. М., 1985.
- Чернов А. Поэтическая полисемия и сфрагида автора в «Слове о полку Игореве». — В кн.: Исследования «Слова о полку Игореве». Отв. ред. Д. С. Лихачев. Л., 1986. С. 279—293.
- Чернов А. Монограмма в рублевской «Троице». В сб.: Красная книга культуры. — М.: Искусство. 1989.
- Чернов А. Скорбный остров Гоноропуло. М., Библиотека «Огонек», № 4, 1990.
- Чернов А. «Тень Баркова», или ещё о пушкинских эротических ножках. «Синтаксис», № 30. 1991. С. 129—164.
- Чернов А. Ю. «Симпатическая» запись в ПД № 833 // Временник Пушкинской комиссии / АН СССР. ОЛЯ. Пушкин. комис. — СПб.: Наука, 1995. — Вып. 26. — С. 216—225.
- Чернов А. Серебряное сечение. Новая газета. № 2 (422), 13-19 января 1997.
- Воинова И. Л. Чернов А. Ю. Система древнерусских саженей и два храма Старой Ладоги // Ладога и эпоха викингов. СПб, 1998. С. 111—122.
- Чернов А. Длятся ночи декабря. Поэтическая тайнопись: Пушкин-Рылеев-Лермонтов, СПб, 2004.
- Чернов А. Слово о полку Игореве. СПб. Вита Нова. 2006.
- Чернов А. Хроники изнаночного времени. Слово о полку Игореве: текст и его окрестности. СПб: Вита Нова, 2006.
- Чернов А. Длятся ночи декабря. Переработанное и дополненное издание. СПб-М. Летний сад, 2008.
- Подготовка книги послереволюционной публицистики Федора Крюкова «Обвал» (совместно с Л. Вороковой и М. Михеевым). М., 2009.
- Три статьи о Фёдоре Крюкове и Михаиле Шолохове в сб. «Загадки и тайны „Тихого Дона“: Двенадцать лет поисков и находок». М., АИРО-XXI. 2010[28].
- Слово о полку Игореве. / Под редакцией Андрея Чернова. М. Летний сад. 2010.
- Подготовка и послесловие к книге А. С. Пушкин. Воспоминания в Царском Селе. СПб., Детгиз. 2010.
- Чернов А. Вещий Олег: крещение и гибель // Actes testantibus. Ювілейний збірник на пошану Леонтія Войтовича / Відповідальний редактор Микола Литвин (УКРАЇНА: культурна спадщина, національна свідомість, державність. Випуск 20: НАН України. Інститут українознавства ім. І. Крип’якевича). — Львів, 2011. С. 699—726.
- Чернов А. ПРОБЛЕМА 6360: Рудименты старовизантийской хронологии в русском летописании // Княжа доба: історія і культура / [відп. ред. Володимир Александрович]; Національна академія наук України, Інститут українознавства ім. І. Крип’якевича. Львів, 2012. Вип. 6. С. 19—36. (Републикация в Староладожском сборнике. Вып. 10. СПб, 2013. С. 288—303).
- Чернов А.  Невербальный Пушкин. // В двухтомнике В. Вересаева «Пушкин в жизни». СПб, 2017. (О портретных зарисовках А. С. Пушкина. Статья и 160 полос цветной вкладки.)

### Некоторые другие публикации
- Чернов А. Перевод «Слова о полку Игореве» // Литературная учёба. 1979. № 3. «Слово о полку Игореве»: Древнерус. текст / Пер. Н. Заболоцкого и А. Чернова, с комм. и послесл.; Вступ. статья Д. С. Лихачева. М., 1981.
- Чернов А. Надо ли ещё переводить «Слово о полку Игореве»? // Юность. 1980. № 1. С. 95-99.
- Чернов А. «На тайные листы записывал я жизнь…»: Над строфами «Евгения Онегина» // Лит. Россия. 1981. 5 июня. С. 16-18.
- «Слово о полку Игореве». Фрагмент из поэмы: (Стиховая реконструкция текста и перевод) // Литературное обозрение. 1985. № 9. С. 7-10; Чернов А. Вслушаемся в «Слово» // Там же. С. 8-10.
- Предварительные итоги тысячелетнего опыта. Беседа с Дмитрием Лихачевым о православии и государстве. «Огонек», 1988. № 10.
- Чернов А. Утаенный подвиг Натальи Крандиевской // Наталья Крандиевская. Грозовый венок. СПб, Лицей. 1992. С. 5.
- Чернов А. Стихи из ноосферы, или Как Пушкин смеется над нами // Литературная газета. 1996. № 7. 14 февраля. С. 6.
- Чернов А. Звездный круг Гумилева // Лит. газета. 1996. 4 сентября. № 36 (5618). С. 6.
- Чернов А. Невостребованная столица, или Игра в бисер по-русски // Знание-сила. 1998 . № 5. С. 60-72.
- Чернов А. Здесь была столица России // Огонек. 1999. № 8. С. 25-27. (Раскопки в Старой Ладоге и в Любшанской крепости.)
- Чернов А. Загадки озерных людей // Огонек. 1999. № 9. С. 28-31. (Раскопки в Старой Ладоге и в Любшанской крепости.)
- Чернов А. Окно в Петербург. Журнал «Стороны света». № 9.

## Премии
- Премия журнала «Огонёк» (1989).

## Отзывы
ПИТЕРСКИЙ МОСКВИЧ
Чернов — ленинградец, питерец. По старой прописке и, вероятно, всегдашней приписанности. Иногда, кажется, едва не чрезмерной: «кулер локаль», «гений места» дают о себе знать не только топографией-топонимикой, но даже теми реалиями, которым пора бы и позабыться, вплоть до невзоровских «600 секунд». И все же я (не как москвич, а как «просто» читатель) не отдал бы Чернова Питеру. Тем более Ленинграду. И не потому лишь, что он начисто лишен черты, столь неприятной у многих питерских стихотворцев (никого поименно не называю — оцените мою деликатность), с провинциальной, увы, закомплексованностью настаивающих на своей отдельности. Сводящих в одно несходящиеся концы — от Ахматовой до Бродского, поэтически ей решительно противостоящего.
Выражаясь абстрактно и потому несколько пышновато, родина Андрея Чернова — русская культура, которая не тащит принадлежащее ей имущество в свой угол, отчего и неспособна утешаться малыми собственническими радостями, подсчетом местных, частных побед. Кризис — так кризис, провал — так провал, ощущаемые со всеми и за всех.
— Ст. Рассадин. Новая газета. 29.01.2001

РЕВНИТЕЛЬ ПРОШЛОЙ СЛАВЫ
Любовь и смерть — это и есть вечные и главные темы поэзии. Но есть и ещё одна, даже более первичная, так что две другие — только производные от неё: родовое (да и видовое) самосохранение. Вот, пожалуй, это-то родовое чувство и есть основное содержание большинства стихотворений и поэм Андрея Чернова. Что же касается формы, которая в поэзии исключительно содержательна, тут Андрей прилежный ученик очень хороших учителей, среди которых, да-да, и Пушкин, и Блок, и Крандиевская-Толстая, и Самойлов, и Межиров, и Берестов. Можно сказать, что Чернов — традиционалист, причем принципиальный. Никакими модными «измами» никогда не соблазнялся. А это в наше время требует определённого мужества. Такой путь легкого успеха у публики не сулит. Более того, это одинокий путь.
— Олег Хлебников

О РЕКОНСТРУКЦИИ ТЕКСТА «СЛОВА О ПОЛКУ ИГОРЕВЕ»:

А. Чернов предлагает ритмическую реконструкцию памятника, исходя из своих наблюдений, касающийся рифмы и аллитерации в «Слове». Он показывает, что в тексте звучат уже утраченные к XII в. живым языком редуцированные «ъ» и «ь», и при их произнесении возникают многочисленные рифмоиды вроде «Святославъ — злато слово» (Святославо — злато слово), «Игорь — возре» (Игоре — возре) и т. д. … Подмеченное явление положено А. Черновым в основу его ритмической реконструкции и стихотворного перевода. Автор идет от синтаксического разделения текста, и потому его работа находится в русле традиционных ритмических реконструкций «Слова»— Д.С. Лихачёв
.